# 馬特·羅斯
馬修·布蘭登·「麥特」·羅斯（英語：Matthew Brandon "Matt" Ross，1970年1月3日—）是一位美國男演員、導演、編劇、監製、剪輯師和攝影師。他最著名的作品是在HBO影集《三棲大丈夫》中飾演Alby Grant角色，《矽谷群瞎傳》中飾演Gavin Belson角色，以及2005年電影《晚安，好運。》中飾演Eddie Scott角色。
2016年，他執導和編劇的電影《神奇大隊長》獲得了好評。

## 外部連結
- Matt Ross在互联网电影资料库（IMDb）上的資料（英文）